# دوروثي هود
دوروثي هود (بالإنجليزية: Dorothy Hood)‏ هي رسامة أمريكية، ولدت في 27 أغسطس 1919 في بريان في الولايات المتحدة، وتوفيت في 28 أكتوبر 2000 في هيوستن في الولايات المتحدة.